# Huanghetytan
Huanghetytan (Huanghetitan) – zauropod z rodziny huanghetytanów (Huanghetitanidae).
Żył w okresie wczesnej kredy (ok. 145-130 mln lat temu) na terenach wschodniej Azji. Długość ciała ok. 15 m, wysokość ok. 4 m, masa ok. 20 t. Jego szczątki znaleziono w Chinach (w prowincjach Gansu i Henan).
Gatunki huanghetytana:
- Huanghetitan liujiaxiaensis (You i in., 2006)
- Huanghetitan ruyangensis (Lu i in., 2007)